# Help Me, Rhonda
Singles de The Beach Boys
Do You Wanna Dance?
(1965) California Girls
(1965)
Help Me, Rhonda est une chanson des Beach Boys écrite et composée par Mike Love et Brian Wilson, et chantée par Al Jardine.
La première version de la chanson est enregistrée en janvier 1965 et paraît au mois de mars sur l'album Today!. Son titre y est orthographié Help Me, Ronda, sans H. Une autre version, enregistrée en février, sort en 45 tours en avril et rencontre un grand succès, se classant en tête des ventes aux États-Unis. C'est le deuxième no 1 du groupe, après I Get Around. Cette version est reprise au mois de juin sur l'album Summer Days (And Summer Nights!!).

## Reprises
- Roy Orbison sur l'album The Big O (1970)
- Johnny Rivers sur l'album New Lovers and Old Friends (1975) – no 22 aux États-Unis
- Al Jardine sur son album solo A Postcard from California (2010)